# ماوواتاگاما
ماوواتاگاما (به لاتین: Mawatagama) یک منطقهٔ مسکونی در سری‌لانکا است که در استان مرکزی (سری‌لانکا) واقع شده‌است.